# Hạm đội 7 Hoa Kỳ
Hạm đội 7 hay Đệ thất Hạm đội (tiếng Anh: United States Seventh Fleet) là một Hạm đội trực thuộc Hải quân Hoa Kỳ đặt căn cứ tại Yokosuka, Nhật Bản và dưới quyền chỉ huy của Hạm đội Thái Bình Dương. Hiện nay, đây là Hạm đội lớn nhất trong tất cả các Hạm đội tiền phương của Hoa Kỳ, với 50-60 Chiến hạm, 350 Chiến đấu cơ và hơn 60.000 Quân nhân Hải quân, Nhân viên Quân sự cũng như Thủy quân Lục chiến. Nhiệm vụ chính của Đệ thất Hạm đội là tiến hành các đợt tuần tra trên biển, đảm bảo an toàn, an ninh hàng hải khu vực, bảo vệ các đồng minh Hàn Quốc, Nhật Bản và Đài Loan trong những trường hợp khẩn cấp.

## Lịch sử

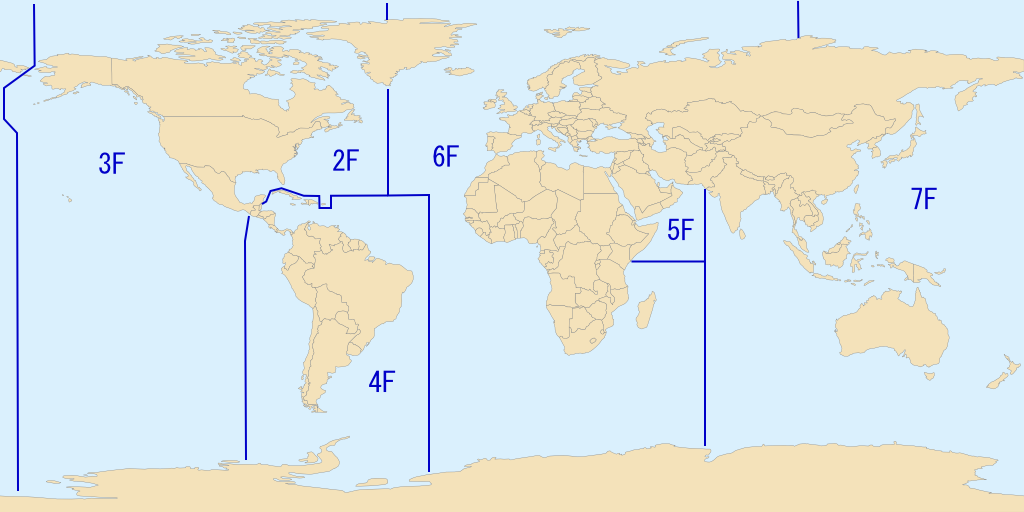
Vùng trách nhiệm của Đệ thất Hạm đội (7F) năm 2009.

Đệ thất Hạm đội Hoa Kỳ được thành lập vào ngày 15 tháng 03 năm 1943 tại Brisbane, Úc trong Chiến tranh thế giới thứ hai. Nó phục vụ trong vùng Tây Nam Thái Bình Dương (South West Pacific Area, hay SWPA) dưới quyền của Thống tướng Douglas MacArthur, và Tư lệnh của Đệ thất Hạm đội Hoa Kỳ cũng phục vụ như Tư lệnh của các Lực lượng Hải quân Đồng Minh tại SWPA.
Đa số các Chiến hạm của Hải quân Hoàng gia Úc cũng là một phần của Hạm đội trong suốt thời gian từ năm 1943–1945. Đệ thất Hạm đội Hoa Kỳ hình thành một phần lớn lực lượng Đồng Minh tại Trận vịnh Leyte trong tháng 10 năm 1944. Trận đó được xem là trận hải chiến lớn nhất trong lịch sử. Sau khi Thế chiến 2 kết thúc, Đệ thất Hạm đội Hoa Kỳ dời về Nhật Bản.
Đệ thất Hạm đội cũng tham gia vào Chiến tranh Triều Tiên và Chiến tranh Việt Nam, và sau đó tiến hành hoạt động gần miền Bắc Việt Nam. Tiếp theo sau đó, hành động tác chiến chính kế tiếp là trong Chiến tranh vịnh Ba Tư nơi mà nó được đặt dưới quyền lực tư lệnh của Tổng Lực lượng Hải quân, Bộ Tư lệnh miền Trung (Naval Forces, U.S. Central Command). Sau khi chiến tranh kết thúc, nó được trở về Hạm đội Thái Bình Dương.
Tiếp theo sau sự kết thúc Chiến tranh Lạnh, hai kịch bản quân sự chính mà Đệ thất Hạm đội sẽ được sử dụng đó là trong trường hợp xảy ra xung đột tại bán đảo Triều Tiên hoặc một cuộc xung đột giữa Cộng hòa Nhân dân Trung Hoa và Trung Hoa Dân Quốc (Đài Loan) tại eo biển Đài Loan.

## Hoạt động

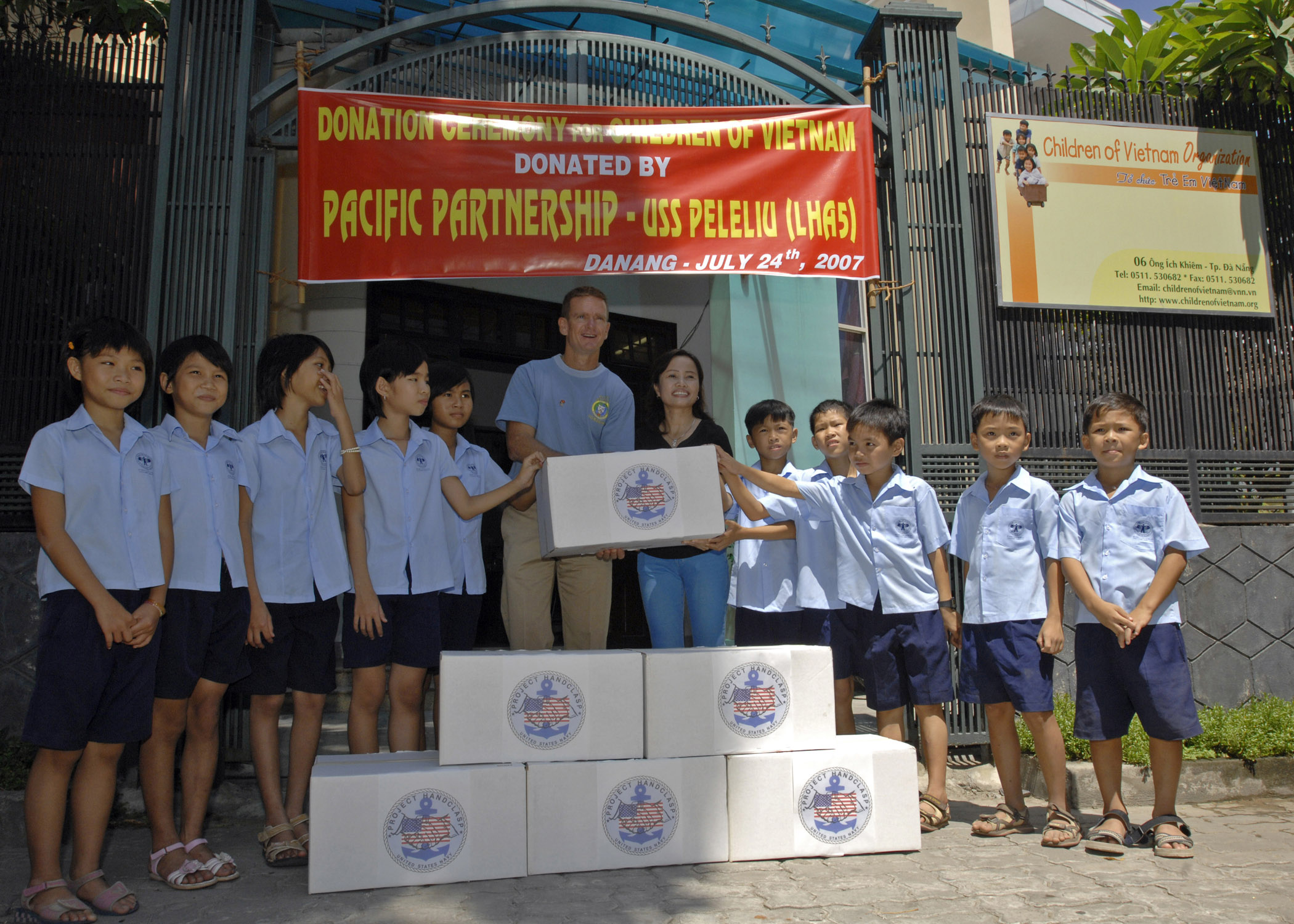
Chiến hạm USS Peleliu thăm và tặng quà cho trẻ em nghèo tại Đà Nẵng, Việt Nam ngày 25 tháng 07/2007.

Trong số 50–60 Chiến hạm tiêu biểu ủy nhiệm cho Đệ thất Hạm đội Hoa Kỳ, 18 chiếc hoạt động từ các căn cứ phương tiện của Hoa Kỳ tại Nhật Bản và Guam. Các đơn vị triển khai tiền phương này đại diện trung tâm của Đệ thất Hạm đội Hoa Kỳ. 18 Chiến hạm triển khai tiền phương thường trực của Đệ thất Hạm đội Hoa Kỳ là các phần tử chính yếu của sự hiện diện tiền phương của Hoa Kỳ tại châu Á. Các Chiến hạm này gần các vị trí ở châu Á hơn các đồng nhiệm của mình có căn cứ ở địa lục Hoa Kỳ đến 17 ngày chạy tàu. Hoa Kỳ phải dùng từ 3 đến 5 lần số chiến hạm thay phiên từ Hoa Kỳ để cân bằng sự hiện diện tương tự và khả năng phản khủng hoảng mà 18 chiến hạm triển khai tiền phương có thể làm được. Trong bất cứ một ngày nào, có khoảng 50% lực lượng của Đệ thất Hạm đội Hoa Kỳ được triển khai trên khắp vùng biển trách nhiệm. Soái hạm của Đệ thất Hạm đội Hoa Kỳ là USS Blue Ridge (LCC-19) được triển khai tiền phương đến Yokosuka, Nhật Bản. Năm 2004, Blue Ridge được đưa vào sửa chữa và trách nhiệm chỉ huy được tạm thời chuyển sang USS Coronado (AGF-11). Blue Ridge trở lại nhiệm vụ vào ngày 27 tháng 09 năm 2004.

## Tổ chức Hạm đội

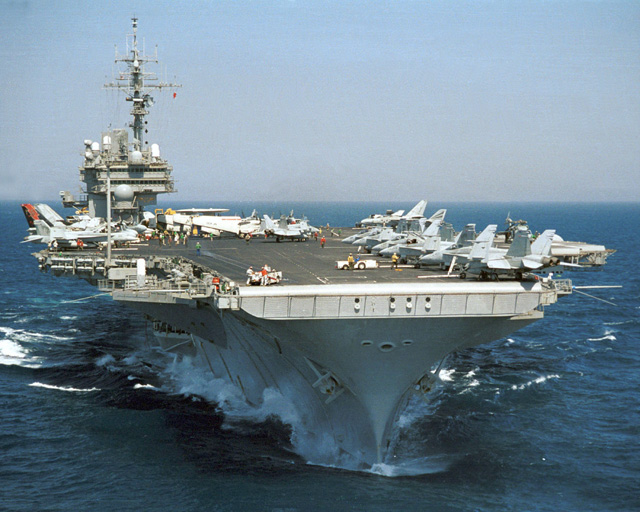
USS Kitty Hawk (CV-63), trung tâm của Lực lượng Đặc nhiệm 70 của Đệ thất Hạm đội Hoa Kỳ

Với mục đích điều hành và hoạt động, Đệ thất Hạm đội Hoa Kỳ, như các Hạm đội mang số khác, được tổ chức thành các Lực lượng Đặc nhiệm Chuyên môn.
- Lực lượng Đặc nhiệm 70 — là Lực lượng Chiến đấu của Đệ thất Hạm đội Hoa Kỳ, có hai thành phần riêng biệt: Một là Lực lượng Tham chiến nổi gồm có các Tuần Dương hạm và Khu Trục hạm và hai là Lực lượng Công kích Hàng không Mẫu hạm gồm ít nhất một Hàng không Mẫu hạm và Không đoàn trên Mẫu hạm. Lực lượng Chiến đấu hiện tại tập trung quanh Hàng không Mẫu hạm USS Ronald Reagan (CVN-76) và Không đoàn 5 Mẫu hạm (CVW-5).
- Lực lượng Đặc nhiệm 71 — bao gồm tất cả các đơn vị Chiến tranh Đặc biệt Hải quân (Naval Special Warfare hay NSW) và các Đơn vị Lưu động Tháo gỡ Chất nổ (Explosive Ordnance Disposal Mobile Units hay EODMU) được ủy nhiệm cho Đệ thất Hạm đội Hoa Kỳ. Lực lượng này có căn cứ tại Guam.
- Lực lượng Đặc nhiệm 72 — là Lực lượng Tuần tra và Trinh sát của Đệ thất Hạm đội. Chính yếu gồm có các Phi cơ chống Tàu ngầm và các phi cơ quan sát trên không phận biển như phi có trinh sát P-3 Orion và EP-3 hoạt động từ các căn cứ đất liền.
- Lực lượng Đặc nhiệm 73 — là Lực lượng Tiếp vận Hậu cần của Đệ thất Hạm đội gồm các tàu tiếp vận và các tàu hỗ trợ hạm đội khác.
- Lực lượng Đặc nhiệm 74 — là Lực lượng Tàu ngầm có trách nhiệm hoạch định và điều hợp các hoạt động tàu ngầm trong khu vực hoạt động của Đệ thất Hạm đội.
- Lực lượng Đặc nhiệm 75 — Là lực lượng chịu trách nhiệm lập kế hoạch và thực hiện các hoạt động ven sông ven biển, xử lý vật liệu nổ, lặn, kỹ thuật và xây dựng, và xây dựng dưới nước trong toàn bộ khu vực trách nhiệm của Đệ thất Hạm đội.
- Lực lượng Đặc nhiệm 76 — là Lực lượng Tấn công Đổ bộ, chủ yếu là có trách nhiệm hỗ trợ các cuộc hành quân đổ bộ của Thủy quân Lục chiến. Bao gồm các đơn vị có khả năng đưa quân tấn công từ tàu vào bờ.
- Lực lượng Đặc nhiệm 77 — là Lực lượng Tác chiến Thủy lôi của Đệ thất Hạm đội Hoa Kỳ, bao gồm các lực lượng và phương tiện dùng để phát hiện, rà phá và thả thủy lôi.
- Lực lượng Đặc nhiệm 78 — là Lực lượng Hải quân Hoa Kỳ đóng tại Hàn Quốc.
- Lực lượng Đặc nhiệm 79 — là đơn vị Thủy quân Lục chiến Viễn chinh hay Lực lượng Đổ bộ của Hạm đội, bao gồm ít nhất một Tiểu đoàn Thủy quân Lục chiến tăng viện và các trang bị cho nó.

## Các Chiến hạm triển khai tiền phương của Đệ thất Hạm đội Hoa Kỳ.

### Yokosuka,Nhật Bản
- USS Ronald Reagan (CVN-76), Hàng không Mẫu hạm, thay thế USS George Washington (CVN-73) chuẩn bị đại tu giữa vòng đời 25 năm

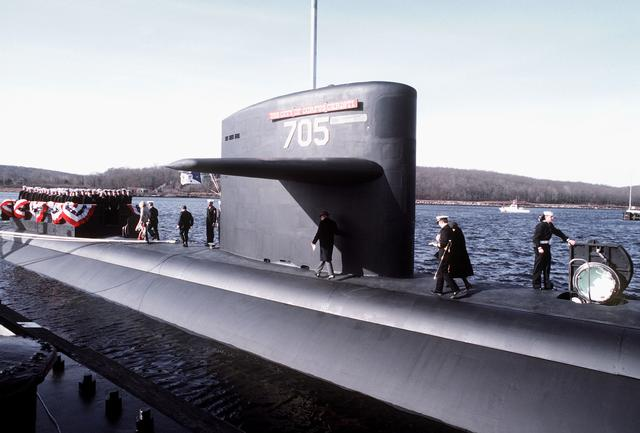
USS City of Corpus Christi (SSN-705), một tàu ngầm nguyên tử của Đệ thất Hạm đội Hoa Kỳ.

- USS Blue Ridge (LCC-19)
- USS Cowpens (CG-63)
- USS Curtis Wilbur (DDG-54)
- USS John S. McCain (DDG-56)
- USS Fitzgerald (DDG-62)
- USS Stethem (DDG-63)
- USS Lassen (DDG-82)
- USS Mustin (DDG-89)
- USS Shiloh (CG-67)
- USS Gary (FFG-51)

### Sasebo,Nhật Bản
- USS Essex (LHD-2)
- USS Juneau (LPD-10)
- USS Harpers Ferry (LSD-49)
- USS Tortuga (LSD-46)
- USS Guardian (MCM-5)
- USS Patriot (MCM-7)
- USS Safeguard (ARS-50)

### Apra Harbor,Guam
- USS Frank Cable (AS-40)
- USS Buffalo (SSN-715)
- USS City of Corpus Christi (SSN-705)
- USS Houston (SSN-713)

## Các Tư lệnh của Hạm đội

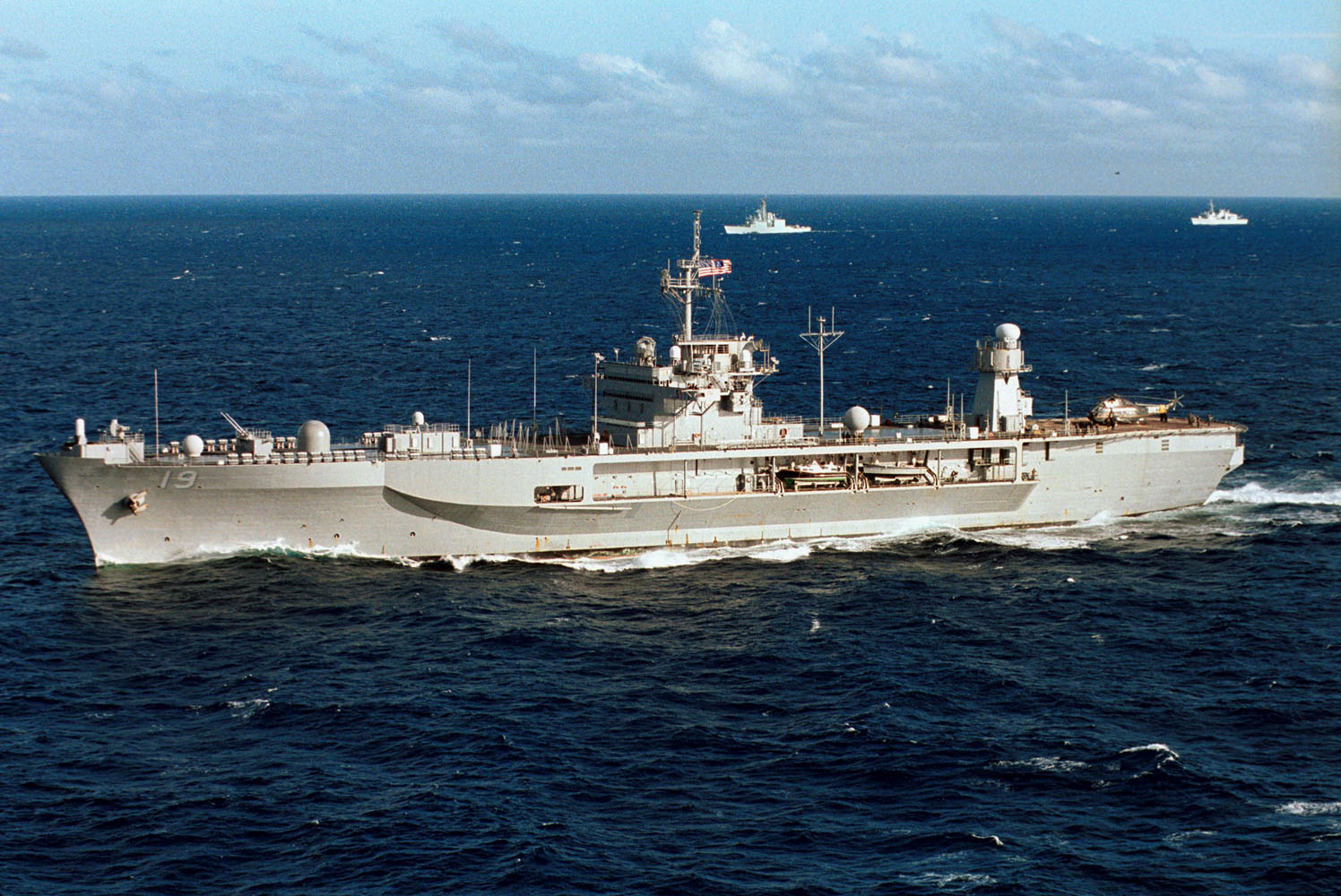
USS Blue Ridge (LCC-19), soái hạm của Đệ thất Hạm đội Hoa Kỳ.

| • Phó Đô đốc Arthur S. Carpender         |  | (15 tháng 03 năm 1943 – 26 tháng 11 năm 1943) |                                 |  |                                               |
| • Phó Đô đốc Thomas C. Kinkaid           |  | (26 tháng 11 1943 – 20 tháng 11 năm 1945)     |                                 |  |                                               |
| • Phó Đô đốc Daniel E. Barbey            |  | (20 tháng 11 năm 1945 – 02 tháng 10 năm 1946) |                                 |  |                                               |
| • Phó Đô đốc Charles M. Cooke            |  | (02 tháng 10 năm 1946 – 28 tháng 02 năm 1948) |                                 |  |                                               |
| • Phó Đô đốc Oscar. C. Badger            |  | (28 tháng 02 năm 1948 – 28 tháng 08 năm 1949) |                                 |  |                                               |
| • Phó Đô đốc Russell S. Berkey           |  | (28 tháng 08 năm 1949 – 05 tháng 04 năm 1950) |                                 |  |                                               |
| • Chuẩn đô đốc Walter. F. Boone          |  | (05 tháng 04 năm 1950 – 20 tháng 05 năm 1950) |                                 |  |                                               |
| • Phó Đô đốc Arthur D. Struble           |  | (29 tháng 05 năm 1950 – 28 tháng 03 năm 1951) |                                 |  |                                               |
| • Phó Đô đốc Harold. M. Martin           |  | (28 tháng 03 năm 1951 – 03 tháng 03 năm 1952) | • Phó Đô đốc Robert. P. Briscoe |  | (03 tháng 03 năm 1952 – 20 tháng 05 năm 1952) |
| • Phó Đô đốc Joseph. J. Clark            |  | (20 tháng 5 năm 1952 – 1 tháng 12 năm 1953)   |                                 |  |                                               |
| • Phó Đô đốc Alfred M. Pride             |  | (1 tháng 12 năm 1953 – 9 tháng 12 năm 1955)   |                                 |  |                                               |
| • Phó Đô đốc Stuart H. Ingersoll         |  | (19 tháng 12 năm 1955 – 28 tháng 1 năm 1957)  |                                 |  |                                               |
| • Phó Đô đốc Wallace M. Beakley          |  | (28 tháng 1 năm 1957 – 30 tháng 9 năm 1958)   |                                 |  |                                               |
| • Phó Đô đốc Frederick N. Kivette        |  | (30 tháng 9 năm 1958 – 7 tháng 3 năm 1960)    |                                 |  |                                               |
| • Phó Đô đốc Charles D. Griffin          |  | (7 tháng 3 năm 1960 – 28 tháng 10 năm 1961)   |                                 |  |                                               |
| • Phó Đô đốc William A. Schoech          |  | (28 tháng 10 năm 1961 – 13 tháng 10 năm 1962) |                                 |  |                                               |
| • Phó Đô đốc Thomas H. Moorer            |  | (13 tháng 10 năm 1962 – 15 tháng 6 năm 1964)  |                                 |  |                                               |
| • Phó Đô đốc Roy L. Johnson              |  | (15 tháng 6 năm 1964 – 1 tháng 3 năm 1965)    |                                 |  |                                               |
| • Phó Đô đốc Paul P. Blackburn           |  | (1 tháng 3 năm 1965 – 9 tháng 10 năm 1965)    |                                 |  |                                               |
| • Chuẩn đô đốc Joseph W. Williams, Jr.   |  | (9 tháng 10 năm 1965 – 13 tháng 12 năm 1965)  |                                 |  |                                               |
| • Phó Đô đốc John J. Hyland              |  | (13 tháng 12 năm 1965 – 6 tháng 11 năm 1967)  |                                 |  |                                               |
| • Phó Đô đốc William F. Bringle          |  | (6 tháng 11 năm 1967 – 10 tháng 3 năm 1970)   |                                 |  |                                               |
| • Phó Đô đốc Maurice F. Weisner          |  | (10 tháng 3 năm 1970 – 18 tháng 6 năm 1971)   |                                 |  |                                               |
| • Phó Đô đốc William P. Mack             |  | (18 tháng 6 năm 1971 – 23 tháng 5 năm 1972)   |                                 |  |                                               |
| • Phó Đô đốc James L. Holloway III       |  | (23 tháng 5 năm 1972 – 28 tháng 7 năm 1973)   |                                 |  |                                               |
| • Phó Đô đốc George P. Steele            |  | (28 tháng 7 năm 1973 – 14 tháng 6 năm 1975)   |                                 |  |                                               |
| • Phó Đô đốc Thomas B. Hayward           |  | (14 tháng 6 năm 1975 – 24 tháng 7 năm 1976)   |                                 |  |                                               |
| • Phó Đô đốc Robert B. Baldwin           |  | (24 tháng 7 năm 1976 – 31 tháng 5 năm 1978)   |                                 |  |                                               |
| • Phó Đô đốc Sylvester Robert Foley, Jr. |  | (31 tháng 5 năm 1978 – 14 tháng 2 năm 1980)   |                                 |  |                                               |
| • Phó Đô đốc Carlisle A.H. Trost         |  | (14 tháng 2 năm 1980 – 15 tháng 9 năm 1981)   |                                 |  |                                               |
| • Phó Đô đốc M. Staser Holcomb           |  | (15 tháng 9 năm 1981 – 9 tháng 5 năm 1983)    |                                 |  |                                               |
| • Phó Đô đốc James R. Hogg               |  | (9 tháng 5 năm 1983 – 4 tháng 3 năm 1985)     |                                 |  |                                               |
| • Phó Đô đốc Paul F. McCarthy, Jr.       |  | (4 tháng 3 năm 1985 – 9 tháng 12 năm 1986)    |                                 |  |                                               |
| • Phó Đô đốc Paul D. Miller              |  | (9 tháng 12 năm 1986 – 21 tháng 10 năm 1988)  |                                 |  |                                               |
| • Phó Đô đốc Henry H. Mauz, Jr.          |  | (21 tháng 10 năm 1988 – 1 tháng 12 năm 1990)  |                                 |  |                                               |
| • Phó Đô đốc Stanley R. Arthur           |  | (1 tháng 12 năm 1990 – 3 tháng 7 năm 1992)    |                                 |  |                                               |
| • Phó Đô đốc Timothy W. Wright           |  | (3 tháng 7 năm 1992 – 28 tháng 7 năm 1994)    |                                 |  |                                               |
| • Phó Đô đốc Archie R. Clemins           |  | (28 tháng 7 năm 1994 – 13 tháng 9 năm 1996)   |                                 |  |                                               |
| • Phó Đô đốc Robert J. Natter            |  | (13 tháng 9 năm 1996 – 12 tháng 8 năm 1998)   |                                 |  |                                               |
| • Phó Đô đốc Walter F. Doran             |  | (12 tháng 8 năm 1998 – 12 tháng 7 năm 2000)   |                                 |  |                                               |
| • Phó Đô đốc James W. Metzger            |  | (12 tháng 7 năm 2000 – 18 tháng 7 năm 2002)   |                                 |  |                                               |
| • Phó Đô đốc Robert F. Willard           |  | (18 tháng 7 năm 2002 – 6 tháng 8 năm 2004)    |                                 |  |                                               |
| • Phó Đô đốc Jonathan W. Greenert        |  | (6 tháng 8 năm 2004 – 12 tháng 9 năm 2006)    |                                 |  |                                               |
| • Phó Đô đốc William Douglas Crowder     |  | (12 tháng 9 năm 2006 – 12 tháng 7 năm 2008)   |                                 |  |                                               |
| • Phó Đô đốc Jonh M. Bird                |  | (12 tháng 7 năm 2008 - (10 tháng 9 năm 2010)  |                                 |  |                                               |
| • Phó Đô Đốc Scott R. Van Buskirk        |  | (10 tháng 9 năm 2010 - hiện nay)              |                                 |  |                                               |